# Christos Chatzidimitriou

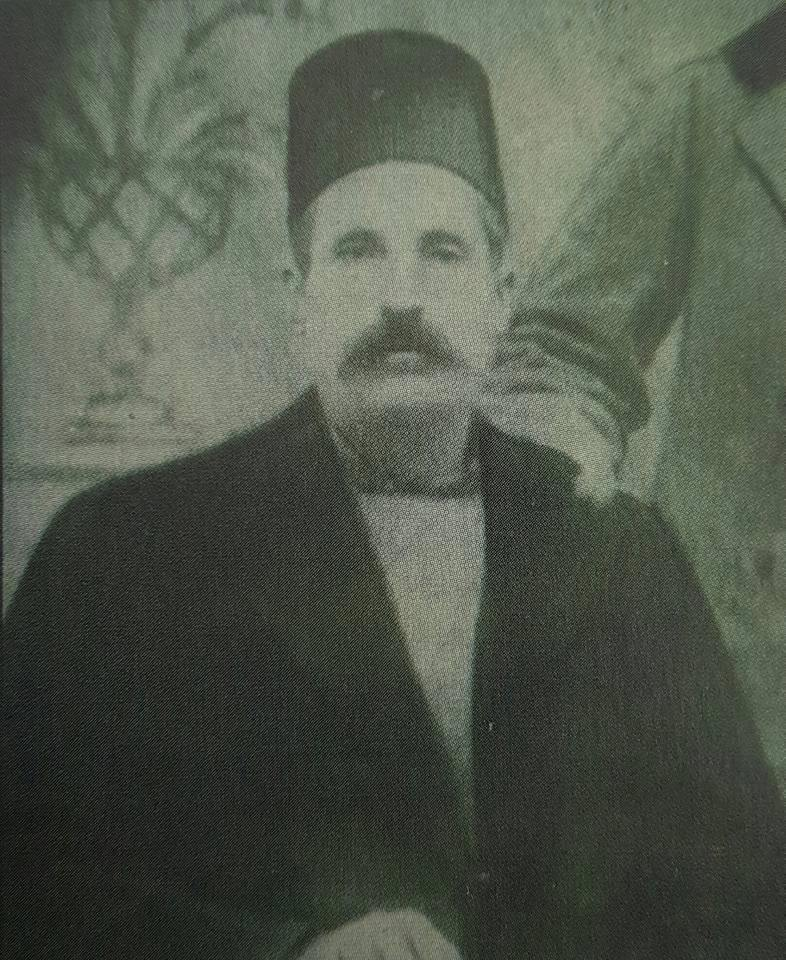
Foto von Christos Chatzidimitriou

Christos Chatzidimitriou (griechisch Χρήστος Χατζηδημητρίου; * 1847 in Giannitsa, Zentralmakedonien; † 17. Juli 1905 ebenda) war ein griechischer Lehrer, Kaufmann und Freiheitskämpfer des Makedonischen Freiheitskampfes aus Giannitsa, Pella. Dank seiner wichtigen Arbeit in der Region wurde er als „Säule des Hellenismus und der Orthodoxie in Giannitsa“ bezeichnet.

## Leben
Er wurde 1847 in Giannitsa geboren und stammte aus einer angesehenen Familie der Gegend. Er war Lehrer und Kaufmann. Er diente viele Jahre lang als Stadtältester (Demogeront), Aufseher der griechischen Schulen und einer der Führer der griechisch-orthodoxen Gemeinde von Giannitsa und war damit die wichtigste nationale Persönlichkeit in Giannitsa während der Zeit der türkischen Herrschaft. Im Jahr 1888, am 29. Oktober, unterzeichnete er zusammen mit anderen Ältesten einen Protest an den Kaymakam von Giannitsa gegen den unierten Bischof Mladenov.

### Im Makedonischen Krieg
Die Ankunft von Lambros Koromilas in Makedonien führte zu seiner sofortigen Aufnahme in den Kampf. Seitdem folgten die Initiationen seines Bruders Nikolaos (der als Agent dritter Klasse teilnahm) und seines Schwiegersohns, Emmanuel Boskos-Ioannidis. Sein Beitrag zu den nationalen Kämpfen war groß, da er in Giannitsa die Führung gegen den exarchistischen und unitistischen Proselytismus übernahm. Da er außerdem freundschaftliche Beziehungen zu den örtlichen osmanischen Behörden pflegte, gelang es ihm, den bulgarischen Komitadschi, die in diesem Gebiet unbehelligt operierten, den Zutritt zum Giannitsa-See zu verbieten.

### Städtische Schule
Im Jahr 1904 übernahm Chatzidimitriou die Leitung einer Gruppe von Prokritoi, die für den Wiederaufbau der neuen städtischen Schule der Stadt verantwortlich waren. Laut Georgios Tsorbatzoglou (Ausstellung des Bezirks Genitsa), der Giannitsa im Jahr 1904 besuchte, gab es zwei Kandidatengruppen, eine unter der Leitung von Chatzidimitriou und die andere unter der Leitung des Arztes Ioannis Pharmakis aus Korca, die über den Standort entscheiden mussten, an dem die neue Zivilschule der Stadt gebaut werden sollte. Chatzidimitriou unterstützte den Wiederaufbau auf einem Grundstück gegenüber seinem Haus, da das Viertel, in dem er lebte, älter war und viel für die öffentliche Bildung vor Ort geopfert hatte. Die Gegenpartei hielt sein fanatisches Beharren jedoch für törichte Eitelkeit, da der andere vorgeschlagene Standort in einem besseren Zustand sei und mehr Vorteile biete.

### Tod und Andenken
Als im Mai 1905 der Gegenangriff der griechischen Guerillakräfte am Giannitsa-See begann, wurde Chatzidimitriou als Exempel am 17. Juli 1905 mitten auf der Straße ermordet, als er mittags von seinem Stoffladen am Alten Markt nach Hause zurückkehrte. Seine Mörder waren die Komiteemitglieder (Komitadschi) Jovan Keles, Topal Kriste und eine weitere Person, deren Name nicht überliefert ist. Konsul Koromilas betonte in seinem Brief an den damaligen Außenminister unter anderem:

„Sein Verlust ... ist ein großer Verlust für die griechische Gemeinschaft. Er war der Einzige, der sich durch seine Weisheit und seinen Patriotismus auszeichnete […]“

Der Schulleiter, Schulinspektor und Schriftsteller Georgios Chatzikyriakou beschreibt in seinem Buch „Gedanken und Eindrücke von einer Reise durch Makedonien (1905-1906)“ die gesamte Situation, als er im Juli 1905 die Stadt besuchte, um an Chatzidimitrious Beerdigung teilzunehmen und dort eine Rede zu halten:

„In Giannitsa sind mehrere Gruppen mit derselben Propaganda und ungebremster Dynamik dabei, Anhänger für ihre Netzwerke zu gewinnen. Das bulgarische Schisma steht an vorderster Front seiner wütenden Angriffe gegen unsere andere Gemeinschaft und greift dabei auf die verabscheuungswürdigsten Mittel zurück: Vandalismus und Mord. Dabei ermordete er brutal die Anführer unserer Gemeinde und prominente Persönlichkeiten der Stadt, um im Rest der Bevölkerung Angst und Schrecken zu verbreiten und ihr Gewissen zu unterdrücken und zu verzerren.“

Nach seiner Freilassung wurde Chatzidimitriou als Agent erster Klasse anerkannt. Sein Sohn, ebenfalls Lehrer, Traianos Chatzidimitriou (1880–1933), war von 1917 bis 1923 Bürgermeister von Giannitsa. Die Straße, in der er ermordet wurde, die Hauptstraße der Stadt Giannitsa, in der sich das Rathaus der Gemeinde und die meisten Geschäfte befinden, wurde nach ihm benannt.

## Hintergrund seiner Ermordung
Giannitsa war zur Zeit des Makedonischen Kampfes eine überwiegend türkisch bewohnte Stadt (2/3 der Bevölkerung), stark militarisiert mit Sitz eines osmanischen Regiments und Polizei. Innerstädtischer Widerstand war dadurch kaum möglich, bulgarische Komitadschis agierten stattdessen aus dem Sumpfgebiet (Βάλτος) von Giannitsa. Die bulgarischen Komitadschis (Kämpfer) hatten nach dem Scheitern der Ilinden-Erhebung 1903 ihre Basis in den Sümpfen der Region, von wo sie griechische Dörfer und Persönlichkeiten angriffen, insbesondere jene, die sich dem Schisma nicht anschlossen oder mit griechischen Bildungsinitiativen verbunden waren. Im Zuge der griechischen Gegenoffensive ab Mai 1905, die ihren Ausgang ebenfalls im Sumpf von Giannitsa nahm, verloren die Komitadschis an Einfluss. Als Reaktion auf diesen Machtverlust verübten die Komitadschis gezielte Morde an prominenten griechischen Gemeindemitgliedern, um die lokale Bevölkerung einzuschüchtern. Zu den Opfern zählten unter anderem, neben Christos Chatzidimitriou, auch Athanasios Oikonomou, der am 30. Juni 1906 in Giannitsa ermordet wurde, weil dieser ebenfalls eine wichtige Persönlichkeit war.